# ミッション・ベイ (護衛空母)
ミッション・ベイ (USS Mission Bay, ACV/CVE-59) は、アメリカ海軍の護衛空母。カサブランカ級の5番艦。艦名はカリフォルニア州サンフランシスコに存在したミッション湾に因む。

## 艦歴
「ミッション・ベイ」は当初AVG-59（航空機搭載護衛艦）に分類されたが1942年8月20日にACV-59（補助空母）に艦種変更され、1943年7月15日に再びCVE-59（護衛空母）へと艦種変更された。1943年12月28日に合衆国海事委員会の契約下ワシントン州バンクーバーのカイザー造船所で起工、1943年5月26日にジェームズ・マクドナルド夫人によって進水する。1943年9月13日にオレゴン州アストリアで海軍に引き渡され、同日ウィリアム・L・リース艦長の指揮下で就役した。
カリフォルニア沖での整調後、「ミッション・ベイ」は11月15日にサンディエゴを出航しパナマ運河経由で東海岸に向かい、12月5日にバージニア州ポーツマスに到着する。船団護衛および対潜任務が割り当てられた「ミッション・ベイ」は12月26日にヨーロッパに向けて出航、1944年1月14日にモロッコのカサブランカに到着した。2日後帰路に就き、2月8日にポーツマスに到着した。
2月20日に陸軍の航空機および人員を搭載した「ミッション・ベイ」はニューヨークを出航しインドに向かう。途中ブラジルのレシフェ、南アフリカのケープタウンに立ち寄り、3月29日にカラチに到着する。5月12日にポーツマスに帰還した。
5月28日に再びニューヨークを出航、南アフリカへ向かう。6月6日にカサブランカに到着し、2日後出航、6月17日にニューヨークに到着する。同日、「ミッション・ベイ」は浚渫機に衝突し、修理のためポーツマスに向かい6月22日に停泊して修理を行った。
9月8日に「ミッション・ベイ」は南大西洋に向けてポーツマスを出航した。9月20日にダカールで燃料を補給した後、11月まで対潜作戦活動に従事し、11月25日にポーツマスに入る。12月21日に次の任務に向けてポーツマスを出航し、1945年3月までフロリダ州メイポートとグアンタナモ湾の間で訓練を行う。2月に「ミッション・ベイ」は重巡洋艦「クインシー (USS Quincy, CA-71) 」と合流するためジブラルタルへ向かうことを命じられる。「クインシー」にはヤルタ会談に出席する大統領フランクリン・ルーズベルトの一行が乗艦していた。「ミッション・ベイ」はニューポートニューズに向かう途中で船団を離れ、2月27日にバミューダに停泊。その後3月9日にポーツマスに到着した。
北大西洋での対潜任務を3月29日からドイツ降伏後の5月14日まで行ってニューヨークに停泊した「ミッション・ベイ」は、7月19日まで東海岸を巡航しパイロットの訓練任務に従事した。8月2日にロードアイランド州クォンセット・ポイントに到着し、日本が降伏する8月15日まで東海岸での訓練任務を継続した。
12月19日に「ミッション・ベイ」は第16艦隊に配属され、ノーフォークを母港と指定される。「ミッション・ベイ」は任務を外れ、翌年には予備役となる。1947年2月21日に大西洋予備役艦隊入りし、1949年11月30日までニューヨークに係留される。1955年6月12日にCVU-59（雑役空母）に艦種変更され、1958年9月1日に除籍、1959年4月30日にニューヨークのユゴー・ニュー社に売却された。